# Nowa Wieś (Korczyna)
Nowa Wieś – część wsi Korczyna w Polsce, położona w województwie małopolskim, w powiecie gorlickim, w gminie Biecz. Wchodzi w skład sołectwa Korczyna.
W latach 1975–1998 Nowa Wieś administracyjnie należała do województwa krośnieńskiego.